# Elliott Coues
Elliott Coues (son nom se prononce comme le mot cows en anglais), né le 9 septembre 1842 à Portsmouth dans le New Hampshire et mort le 25 décembre 1899 à Baltimore dans le Maryland, est un médecin-militaire, un historien, un écrivain, un mammalogiste et un ornithologue américain.

## Biographie
Il manifeste dès son jeune âge une grande passion pour les animaux. En 1853, la famille Coues emménage à Washington, D.C.. Il fait ses études dans un collège jésuite avant d’entrer, à 17 ans, au Columbia College où il obtient son Bachelor of Arts en 1861 puis son Master of Arts en 1862. Il publie son premier article scientifique à 19 ans (A Monograph of the Tringae of North America) (1861). Il bénéficie des conseils, et de l'amitié, du professeur Spencer Fullerton Baird (1823–1887), grand ornithologue et ichtyologiste américain. Coues entre à l'école de médecine militaire comme cadet en 1862, obtient son titre de médecin l’année suivante mais devient, en 1864, assistant-chirurgien. En 1869, on lui propose de devenir professeur de zoologie et d’anatomie comparée à l'université de Norwich, école militaire privée du Vermont, mais ses obligations de service l’empêchent d’accepter.
En 1872, il publie Key to North American Birds qui contribue à l'essor de l'étude taxinomique des oiseaux. Coues le corrige et l'augmente en 1884 et en 1901. Entre 1873 et 1876, Coues fait partie, comme chirurgien et naturaliste de la Commission des frontières du nord des États-Unis conduite par Ferdinand Vandeveer Hayden (1828-1887). Il publie, en 1874, Birds of the North West, en 1878, Birds of the Colorado Valley. Il s’intéresse aussi aux mammifères comme en témoigne, en 1877, la parution d’un important travail sur les rongeurs nord-américains : North American Rodentia. Entre 1876 et 1880, il devient le secrétaire et naturaliste du bureau de recherche géologique et géographique des États-Unis. Il donne des cours d'anatomie à l'école de médecine de l'université Columbia entre 1877 et 1882, puis professeur d'anatomie entre 1882 et 1887.
Il quitte l'armée en 1881 avec le rang de capitaine et se consacre alors entièrement à la recherche scientifique et à l'écriture. Il est l'un des trois principaux fondateurs de l'American Ornithologists' Union, qu’il dirige de 1892 à 1895, et est responsable de l'édition de son journal, The Auk ainsi que de plusieurs autres revues ornithologiques. Il est l’ami et le conseiller de l’artiste Louis Agassiz Fuertes (1874-1927).
Il est l’auteur de  nombreuses publications (plus de 300), écrites par lui seul ou en collaboration, principalement en ornithologie mais aussi en mammalogie. Son livre Fur-Bearing Animals (1877) est très remarqué et décrit notamment plusieurs espèces devenues rares aujourd'hui. Mais c’est son livre Key to North American Birds qui est considéré comme sa contribution la plus importante : il influence une génération entière d’ornithologues aux États-Unis. En 1887, il devient le président de l'Esoteric Theosophical Society of America, société militant pour la théosophie. Il participe activement à de nombreuses encyclopédies et supervise l'édition de plusieurs récits de voyage dont les Journals of Lewis and Clark (1893) et The Travels of Zebulon M. Pike (1895). Il est enterré dans le cimetière national d'Arlington.

## Hommage
La médaille Elliott Coues est attribuée par l'American Ornithologists' Union.

## Liste partielle des publications
- 1861 : A monograph of the Tringeae of North America[2] (Philadelphie).
- 1873 : A check list of North American birds[3] (Naturalists' agency, Salem).
- 1874 : Field ornithology. Comprising a manual of instruction for procuring, preparing and preserving birds, and a check list of North American birds[4] (Naturalists' agency, Salem).
- 1874 : Birds of the North-west
- 1877 : Monographs on North American Rodentia, avec Joel Asaph Allen
- 1878 : Birds of the Colorado Valley... scientific and popular information concerning North American ornithology[5] (Gov’t print, Washington).
- 1878-1880 : A Bibliography of Ornithology (incomplet).
- 1879 : A check list of North American birds[6] (F.W. Putnam, Salem).
- 1881-1883 : avec Winfrid Alden Stearns (1852-1909), New England bird life: being a manual of New England ornithology[7] (Lee and Shepard, Boston ; C.T. Dillingham, New York).
- 1882 : The Coues check list of North American birds[8] (Estes and Lauriat, Boston).
- 1884 : Biogen, A Speculation on the Origin and Motive of Life
- 1884 : The Daemon of Darwin
- 1886 : Can Matter Think ?
- 1887 : Neuro-Myology